# Nicolas Hamilton
Pour les articles homonymes, voir Hamilton.
 (février 2022).
La mise en forme du texte ne suit pas les recommandations de Wikipédia : il faut le « wikifier ».
Les points d'amélioration suivants sont les cas les plus fréquents :
- Les titres sont pré-formatés par le logiciel. Ils ne sont ni en capitales, ni en gras.
- Le texte ne doit pas être écrit en capitales (les noms de famille non plus), ni en gras, ni en italique, ni en « petit »…
- Le gras n'est utilisé que pour surligner le titre de l'article dans l'introduction, une seule fois.
- L'italique est rarement utilisé : mots en langue étrangère, titres d'œuvres, noms de bateaux, etc.
- Les citations ne sont pas en italique mais en corps de texte normal. Elles sont entourées par des guillemets français : « et ».
- Les listes à puces sont à éviter, des paragraphes rédigés étant largement préférés. Les tableaux sont à réserver à la présentation de données structurées (résultats, etc.).
- Les appels de note de bas de page (petits chiffres en exposant, introduits par l'outil «  Source ») sont à placer entre la fin de phrase et le point final[comme ça].
- Les liens internes (vers d'autres articles de Wikipédia) sont à choisir avec parcimonie. Créez des liens vers des articles approfondissant le sujet. Les termes génériques sans rapport avec le sujet sont à éviter, ainsi que les répétitions de liens vers un même terme.
- Les liens externes sont à placer uniquement dans une section « Liens externes », à la fin de l'article. Ces liens sont à choisir avec parcimonie suivant les règles définies. Si un lien sert de source à l'article, son insertion dans le texte est à faire par les notes de bas de page.
- La présentation des références doit suivre les conventions bibliographiques. Il est recommandé d'utiliser les modèles {{Ouvrage}}, {{Chapitre}}, {{Article}}, {{Lien web}} et/ou {{Bibliographie}}. Le mode d'édition visuel peut mettre en forme automatiquement les références.
- Insérer une infobox (cadre d'informations à droite) n'est pas obligatoire pour parachever la mise en page.

Pour une aide détaillée, merci de consulter Aide:Wikification.
Si vous pensez que ces points ont été résolus, vous pouvez retirer ce bandeau et améliorer la mise en forme d'un autre article.
Nicolas Hamilton, né le 28 mars 1992 à Stevenage, est un pilote de course anglais, et le demi-frère paternel du septuple champion du monde de Formule 1, Lewis Hamilton. Il court depuis 2011 avec des voitures spécialement modifiées en raison de sa paralysie cérébrale, alternativement au sein de la Renault Clio Cup UK, de la coupe d'Europe des voitures de tourisme, et du championnat britannique des voitures de tourisme.

## Carrière

### Renault Clio Cup (Royaume-Uni)
Hamilton a fait ses débuts en course dans la Renault Clio Cup Royaume-Uni en 2011 au volant de Total Control Racing. Il a attiré beaucoup d'attention des fans et des médias bien qu'il ait terminé dernier lors de sa première course. Sa première saison a fait l'objet d'un documentaire de la BBC intitulé Racing with the Hamiltons : Nic in the Driving Seat.

### Coupe d'Europe des voitures de tourisme
Hamilton est passé à la Coupe d'Europe des voitures de tourisme en 2013, au volant d'une SEAT León Supercopa pour Baporo Motorsport.

### Championnat britannique de voitures de tourisme
En 2015, Hamilton a conclu un accord avec AmD Tuning pour piloter une Audi S3 lors de cinq manches du championnat britannique de voitures de tourisme, devenant ainsi le premier pilote handicapé à participer à la série.
En 2019, Hamilton a obtenu un entraînement à temps plein avec Motorbase Performance avec Tom Chilton et Ollie Jackson.

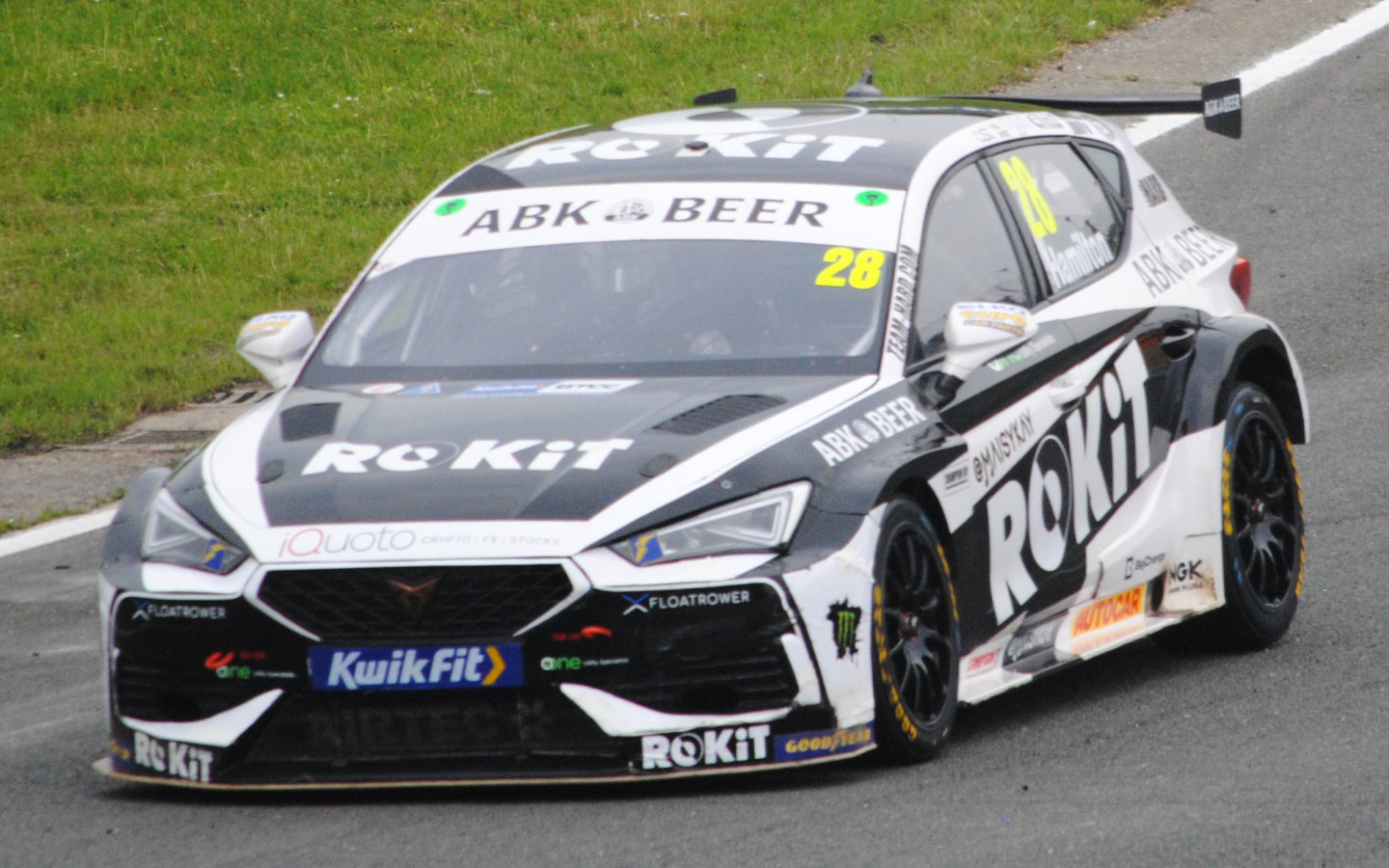
Hamilton au volant de la Cupra León à Brands Hatch.

Le 21 février 2020, Hamilton a été confirmé comme le quatrième pilote de l'équipe HARD dans une Volkswagen CC, conservant son parrainage ROKiT. Lors de la dernière course à Brands Hatch, lors de la deuxième manche du championnat, Hamilton a marqué son tout premier point BTCC après avoir terminé la course à la 15e place.

## Carrière médiatique
Le 8 mars 2016, il a été annoncé qu'Hamilton ferait partie de l'équipe de présentation de Formule 1 de Channel 4.

## Record de course

### Résumé de carrière
| Saison | Championnat                                     | Écurie                                  | Courses | Victoires | Poles | F/Tours | Podiums | Points | Position |
| ------ | ----------------------------------------------- | --------------------------------------- | ------- | --------- | ----- | ------- | ------- | ------ | -------- |
| 2011   | Renault Clio Cup UK                             | Total Control Racing                    | 16      | 0         | 0     | 0       | 0       | 113    | 14e      |
| 2012   | Renault Clio Cup UK                             | Total Control Racing                    | 16      | 0         | 0     | 0       | 0       | 54     | 21e      |
| 2013   | Coupe d'Europe des voitures de tourisme         | Baporo Motorsport                       | 6       | 0         | 0     | 0       | 0       | 12     | 10e      |
| 2015   | Championnat britannique de voitures de tourisme | AmD Tuning                              | 12      | 0         | 0     | 0       | 0       | 0      | NC†      |
| 2017   | Renault Clio Cup Royaume-Uni                    | WDE Motorsport                          | 10      | 0         | 0     | 0       | 0       | 44     | 20e      |
| 2018   | Renault Clio Cup Royaume-Uni                    | WDE Motorsport                          | 18      | 0         | 0     | 0       | 0       | 20     | 20e      |
| 2019   | Championnat britannique de voitures de tourisme | ROKiT Racing with Motorbase             | 24      | 0         | 0     | 0       | 0       | 0      | 32e      |
| 2020   | Championnat britannique de voitures de tourisme | ROKiT Racing with Team HARD             | 22      | 0         | 0     | 0       | 0       | 1      | 29       |
| 2021   | Championnat britannique de voitures de tourisme | ROKiT Racing with iQuoto Online Trading | 29      | 0         | 0     | 0       | 0       | 0      | 29       |

† Comme Hamilton était un pilote invité, il n'était pas éligible pour les points.

### Résultats complets du championnat britannique des voitures de tourisme
(Clé)(Les courses en gras désignent la pole position – 1 point attribué uniquement pant la première course ; les courses en italique indiquent le tour le plus rapide – 1 point attribué dans toutes les courses ; * signifie que le pilote a mené la course pendant au moins un tour – 1 point donné lors de toutes les courses)
| Année | Écurie                                  | Voiture        | 1         | 2         | 3        | 4         | 5        | 6         | 7         | 8         | 9         | 10        | 11       | 12        | 13        | 14        | 15        | 16        | 17       | 18       | 19        | 20        | 21        | 22        | 23        | 24        | 25        | 26       | 27       | 28        | 29        | 30       | DC  | Points |
| ----- | --------------------------------------- | -------------- | --------- | --------- | -------- | --------- | -------- | --------- | --------- | --------- | --------- | --------- | -------- | --------- | --------- | --------- | --------- | --------- | -------- | -------- | --------- | --------- | --------- | --------- | --------- | --------- | --------- | -------- | -------- | --------- | --------- | -------- | --- | ------ |
| 2015  | AmD Tuning                              | Audi S3 Saloon | BRH 1     | BRH 2     | BRH 3    | DON 1     | DON 2    | DON 3     | THR 1     | THR 2     | THR 3     | OUL 1     | OUL 2    | OUL 3     | CRO 1 25  | CRO 2 25  | CRO 3 22  | SNE 1 Ret | SNE 2 16 | SNE 3 22 | KNO 1     | KNO 2     | KNO 3     | ROC 1 20  | ROC 2 24  | ROC 3 17  | SIL 1 Ret | SIL 2 25 | SIL 3 22 | BRH 1     | BRH 2     | BRH 3    | NC† | 0†     |
| 2019  | ROKiT Racing with Motorbase             | Ford Focus RS  | BRH 1 20  | BRH 2 26  | BRH 3 20 | DON 1 Ret | DON 2 19 | DON 3 Ret | THR 1 24  | THR 2 Ret | THR 3 24  | CRO 1 24  | CRO 2 28 | CRO 3 20  | OUL 1 22  | OUL 2 25  | OUL 3 19  | SNE 1 22  | SNE 2 20 | SNE 3 18 | THR 1 26  | THR 2 27  | THR 3 Ret | KNO 1 Ret | KNO 2 26  | KNO 3 25  | SIL 1     | SIL 2    | SIL 3    | BRH 1     | BRH 2     | BRH 3    | 32e | 0      |
| 2020  | ROKiT Racing with Team HARD.            | Volkswagen CC  | DON 1 Ret | DON 2 Ret | DON 3 21 | BRH 1 22  | BRH 2 17 | BRH 3 15  | OUL 1 Ret | OUL 2 23  | OUL 3 Ret | KNO 1     | KNO 2    | KNO 3     | THR 1 Ret | THR 2 Ret | THR 3 Ret | SIL 1 24  | SIL 2 24 | SIL 3 21 | CRO 1 Ret | CRO 2 DNS | CRO 3 21  | SNE 1 23  | SNE 2 Ret | SNE 3 DNS | BRH 1 Ret | BRH 2 25 | BRH 3 20 |           |           |          | 29e | 1      |
| 2021  | ROKiT Racing with iQuoto Online Trading | Cupra León     | THR 1 26  | THR 2 22  | THR 3 17 | SNE 1 28  | SNE 2 25 | SNE 3 25  | BRH 1 28  | BRH 2 26  | BRH 3 28  | OUL 1 DNS | OUL 2 24 | OUL 3 Ret | KNO 1 24  | KNO 2 Ret | KNO 3 NC  | THR 1 28  | THR 2 25 | THR 3 22 | CRO 1 25  | CRO 2 Ret | CRO 3 20  | SIL 1 24  | SIL 2 25  | SIL 3 27  | DON 1 28  | DON 2 28 | DON 3 24 | BRH 1 Ret | BRH 2 Ret | BRH 3 23 | 29e | 0      |

† Comme Nicolas Hamilton était un pilote invité, il n'était pas éligible pour l'acquisition des points.